# Analfabetizzazione/I giornali di marzo
Analfabetizzazione/I giornali di marzo è il terzo 45 giri del cantautore Claudio Lolli inciso nel 1977.

## Tracce
1. Analfabetizzazione - 5:23

2. I giornali di marzo - 3:08